# 인디언 사무국
인디언 사무국(Bureau of Indian Affairs; BIA)은 미국 연방정부의 기관으로, 내무부의 아문이다. 미국 본토의 북미 원주민 및 알래스카 원주민들에게 주어진 225,000 평방킬로미터의 토지를 신탁관리한다.
BIA의 수장은 인디언 차관보(Assistant Secretary for Indian Affairs)다. 인디언 차관보는 BIA와 인디언 교육국(BIE)을 동시에 관할한다. 실무 책임자는 국장(Director)이다.

## 같이 보기
- 아메리칸 인디언 운동